# League of Ireland Shield
Das League of Ireland Shield ist ein ehemaliger irischer Fußballwettbewerb. Er galt nach der Meisterschaft und dem Pokal als drittwichtigster Wettbewerb. Es nahmen die Mannschaften der League of Ireland teil und wurde zwischen 1921 und 1972 ausgespielt. In der Saison 1983/84 gab es ein einmaliges Comeback. Der Modus war stets unterschiedlich. Mal wurde im reinen K.-o.-System, mal im Ligasystem und mal in einem gemischten System gespielt. Zwischen 1962 und 1970 qualifizierte sich der Sieger für den Messestädte-Pokal, während der Sieger des 1971 ausgetragenen Wettbewerbs sich für den UEFA-Pokal qualifizierte. Rekordsieger sind die Shamrock Rovers mit 18 Titeln. Erster Titelträger war der Shelbourne FC, letzter Titelträger war Limerick City.

## Siegerliste
- 1921/22: Shelbourne FC
- 1922/23: Shelbourne FC
- 1923/24: Bohemians Dublin
- 1924/25: Shamrock Rovers
- 1925/26: Shelbourne FC
- 1926/27: Shamrock Rovers
- 1927/28: Bohemians Dublin
- 1928/29: Bohemians Dublin
- 1929/30: Shelbourne FC
- 1930/31: Waterford FC
- 1931/32: Shamrock Rovers
- 1932/33: Shamrock Rovers
- 1933/34: Bohemians Dublin
- 1934/35: Shamrock Rovers
- 1935/36: St. James’s Gate FC
- 1936/37: Waterford FC
- 1937/38: Shamrock Rovers
- 1938/39: Bohemians Dublin
- 1939/40: Bohemians Dublin
- 1940/41: St. James’s Gate FC
- 1941/42: Shamrock Rovers
- 1942/43: Cork United
- 1943/44: Shelbourne FC
- 1944/45: Shelbourne FC
- 1945/46: Drumcondra FC
- 1946/47: Drumcondra FC
- 1947/48: Cork United
- 1948/49: Shelbourne FC
- 1949/50: Shamrock Rovers
- 1950/51: Drumcondra FC
- 1951/52: Shamrock Rovers
- 1952/53: Waterford FC
- 1953/54: Limerick FC
- 1954/55: Shamrock Rovers
- 1955/56: Shamrock Rovers
- 1956/57: Shamrock Rovers
- 1957/58: Shamrock Rovers
- 1958/59: Waterford FC
- 1959/60: St Patrick’s Athletic
- 1960/61: Cork Celtic
- 1961/62: Drumcondra FC
- 1962/63: Shamrock Rovers
- 1963/64: Shamrock Rovers
- 1964/65: Shamrock Rovers
- 1965/66: Shamrock Rovers
- 1966/67: Dundalk FC
- 1967/68: Shamrock Rovers
- 1968/69: Waterford FC
- 1969/70: Cork Hibernians
- 1970/71: Shelbourne FC
- 1971/72: Dundalk FC
- 1972/73: Cork Hibernians
- 1983/84: Limerick City

## Erfolgreichste Vereine
| Platz | Verein              | Sieger | Zweiter |
| ----- | ------------------- | ------ | ------- |
| 1.    | Shamrock Rovers     | 18     | 9       |
| 2.    | Shelbourne FC       | 8      | 5       |
| 3.    | Bohemians Dublin    | 6      | 5       |
| 4.    | Waterford FC        | 5      | 2       |
| 5.    | Drumcondra FC       | 4      | 2       |
| 6.    | Dundalk FC          | 2      | 6       |
| 7.    | Cork Hibernians     | 2      | 2       |
| 7.    | Limerick FC         | 2      | 2       |
| 9.    | Cork United         | 2      | 1       |
| 10.   | St. James’s Gate FC | 2      | 0       |

| Platz | Verein                | Sieger | Zweiter |
| ----- | --------------------- | ------ | ------- |
| 11.   | Cork Celtic           | 1      | 3       |
| 12.   | St Patrick’s Athletic | 1      | 2       |
| 13.   | Transport FC          | 0      | 3       |
| 14.   | Athlone Town          | 0      | 2       |
| 15.   | Bray Unknowns         | 0      | 1       |
| 15.   | Cork FC               | 0      | 1       |
| 15.   | Dolphin FC            | 0      | 1       |
| 15.   | Drogheda United       | 0      | 1       |
| 15.   | Sligo Rovers          | 0      | 1       |
| 15.   | UCD                   | 0      | 1       |